# Buick Velite 7

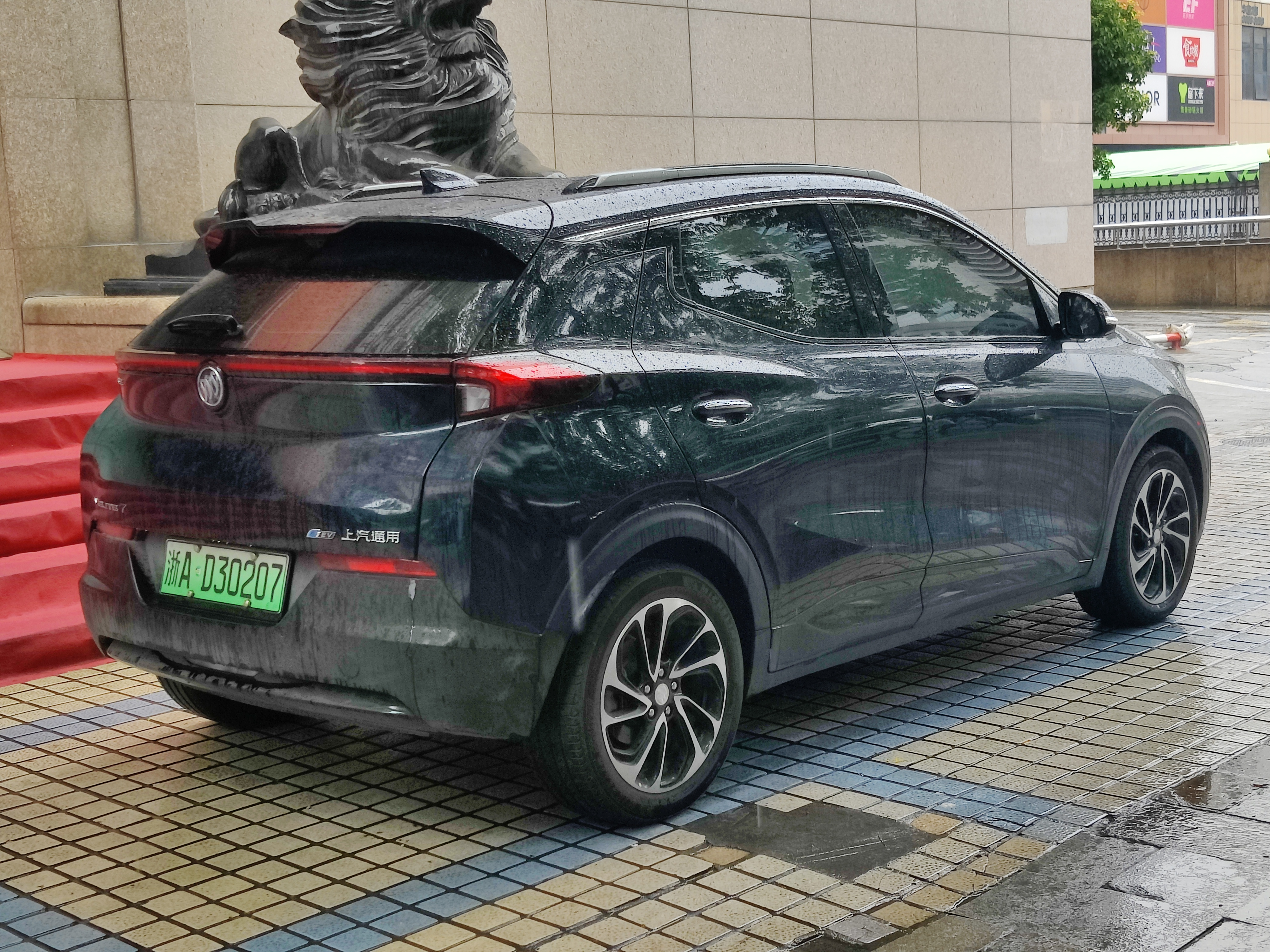
Heckansicht

Der Buick Velite 7 ist ein batterieelektrisch angetriebenes SUV der zu General Motors gehörenden chinesischen Marke Buick.

## Geschichte
Vorgestellt wurde das Fahrzeug im Juni 2020. Einen Monat später kam es gemeinsam mit der Plug-in-Hybrid-Version des Velite 6 ausschließlich in China in den Handel. Das SUV baut wie der Chevrolet Bolt auf der BEV2-Plattform von General Motors auf. Technisch ist der Velite 7 nahezu baugleich zum im Februar 2021 vorgestellten Chevrolet Bolt EUV.

## Technische Daten
Angetrieben wird der Wagen von einem 130 kW (177 PS) starken Permanentmagnet-Synchronmotor. Ein Lithium-Ionen-Akkumulator von LG mit einem Energieinhalt von 55,6 kWh ermöglicht eine Reichweite nach NEFZ von 500 km.
|                            | 652E                          |
| -------------------------- | ----------------------------- |
| Bauzeitraum                | 07/2020–07/2023               |
| Motorkenndaten             |                               |
| Motorart                   | Permanentmagnet-Synchronmotor |
| max. Leistung bei min−1    | 130 kW (177 PS)               |
| max. Drehmoment bei min−1  | 360 Nm                        |
| Kraftübertragung           |                               |
| Antrieb                    | Vorderradantrieb              |
| Getriebe                   | Eingang-Getriebe              |
| Antriebsbatterie           |                               |
| Energieinhalt              | 55,6 kWh                      |
| Messwerte                  |                               |
| Höchstgeschwindigkeit      | 145 km/h                      |
| Beschleunigung, 0–100 km/h | 7,4 s                         |
| Reichweite nach NEFZ       | 500 km                        |